# شريف دابو
شريف عادل محمد (مواليد 28 يناير 1994) هو لاعب كرة قدم مصري يلعب لصالح نادي سيراميكا كليوباترا في مركز الوسط الهجومي.